# مسجد امام علی (یرفلا)
مسجد امام علی (سوئدی: Imam Ali moské) یک مرکز اسلامی شیعیان در کشور سوئد است که در بخش یِرفِلا در شمال غربی کلانشهر استکهلم واقع شده‌است. این مسجد، بزرگترین مرکز اسلامی شیعه در اسکاندیناوی است.
فعالیت‌های این مسجد از سال ۱۹۹۶ آغاز شده و مطابق با قوانین سوئدی و اسلامی انجام می‌شود. از جمله، مسجد امام علی با ادغام مسلمانان در جامعه سوئد کار می‌کند. این مسجد سمینارها و کنفرانس‌هایی را با موضوعات مختلف ترتیب می‌دهد که در آن اسلام در سوئد مورد بحث قرار می‌گیرد. در مسجد یک بخش اداری وجود دارد که در زمینه ازدواج و طلاق به مسلمانان شیعه خدمت رسانی می‌کند. مرکز اسلامی امام علی (علیه السلام) دارای یک کتابخانه بزرگ است که بیش از ۳۰۰۰ کتاب در موضوعات مختلف و به چندین زبان مختلف در خود جای داده‌است که می‌توان آنها را وام گرفت.
اکثریت شیعیان ساکن استکهلم را مهاجران ایرانی، عراقی و افغان تشکیل می‌دهند.

## حمله به مسجد

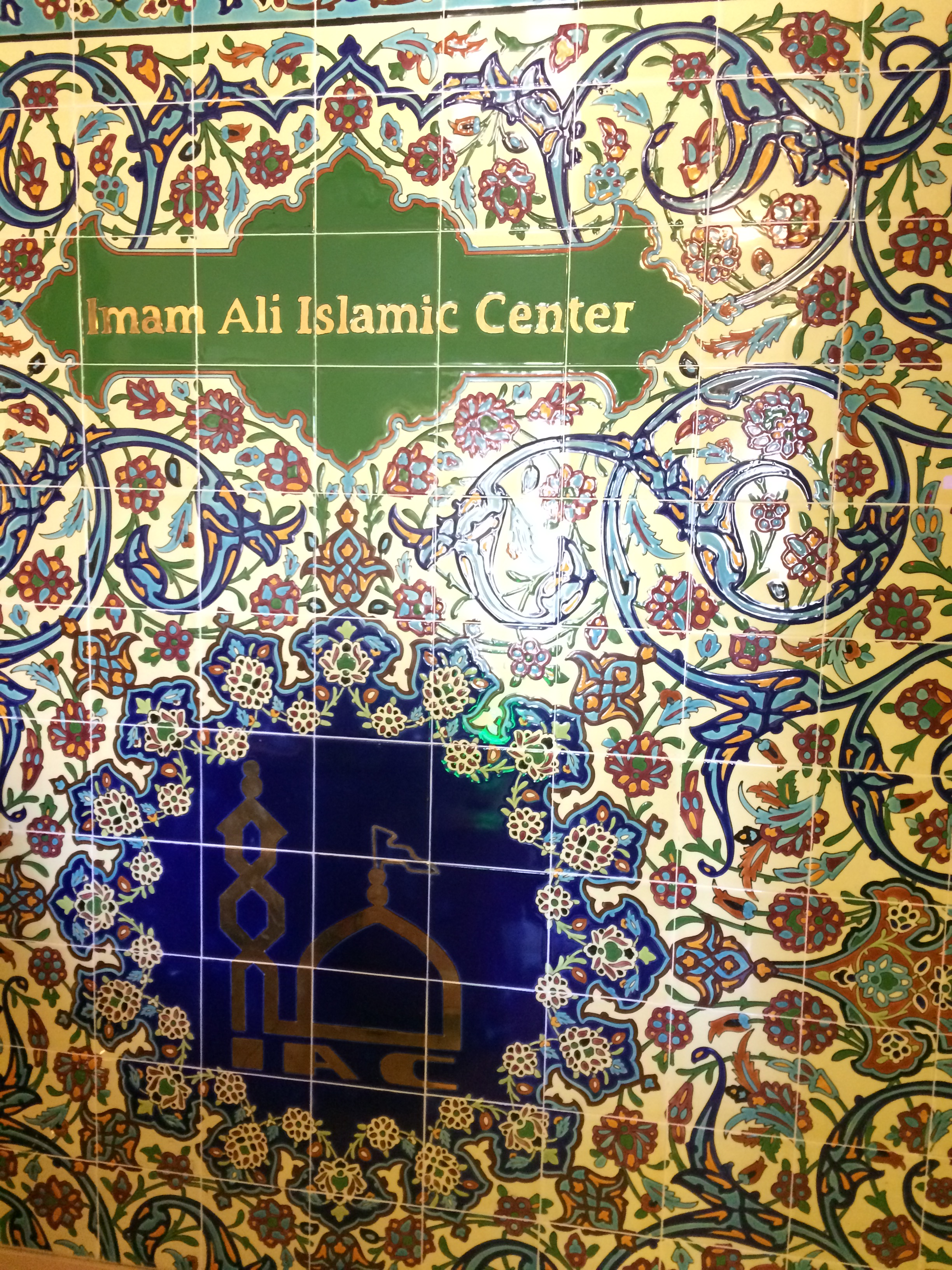
کاشیکاری مسجد امام علی در یرفلا

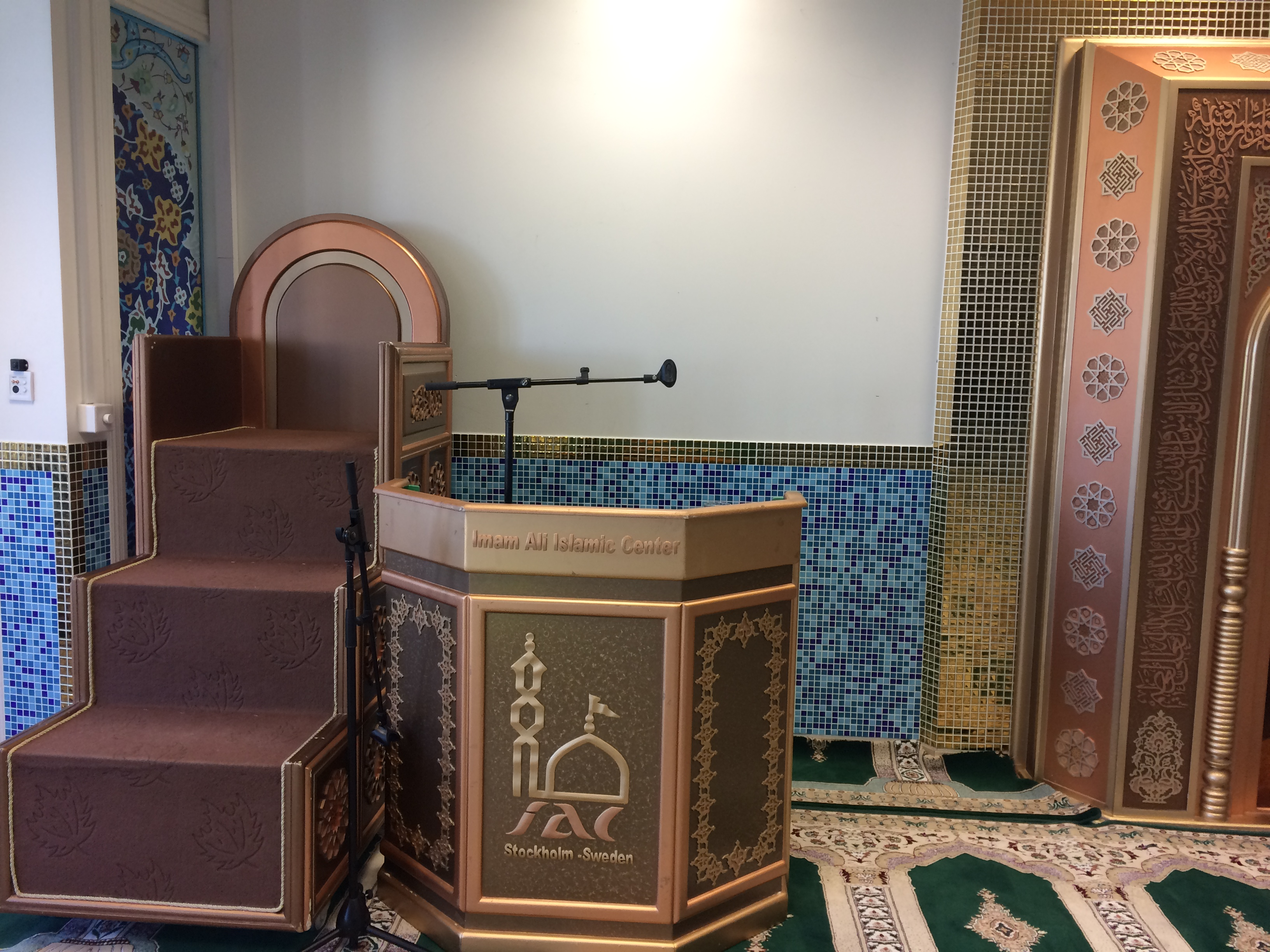
منبر مسجد امام علی در یرفلا

این مسجد در شامگاه 30 آوریل 2017 ساعت 23:18 (مطابق 3 شعبان 1438 و 10 اردیبهشت 1396) مورد حمله اسلام ستیزانه افراد ناشناس قرار گرفت و 250 متر مربع از 3300 مترمربع مساحت کلی مسجد در آتش سوخت.